# Naturpark Nassau
Der Naturpark Nassau ist ein 561,71 km² großer Naturpark im südwestlichen Westerwald und nordwestlichen Taunus in Rheinland-Pfalz. Er wurde im November 1963 ausgewiesen und 1979 erweitert.

## Geographische Lage
Der Naturpark Nassau liegt im Rheinischen Schiefergebirge, wobei das Lahntal in Ost-West-Richtung seine Hauptachse bildet. Zum Park gehören auch Teile des Westerwaldes, des Mittelrheintales und des Taunus. Sein höchster Berg ist mit 545,2 m ü. NHN die im Westerwaldteil Montabaurer Höhe gelegene Alarmstange, und der im Westlichen Hintertaunus befindliche Graue Kopf ist mit 543,4 m seine höchste Erhebung im Taunus. Direkt südlich der Landesgrenze befindet sich, auf wenigen Kilometern Länge an den Naturpark Nassau grenzend, in Hessen der Naturpark Rhein-Taunus.
In die Gesamtfläche (561,71 km²) des Naturparks Nassau sind bebaute Flächen von Ortslagen der zugehörenden Städte und Gemeinden nicht eingerechnet. In der Größenordnung von 70 zu 30 haben der Rhein-Lahn-Kreis und Westerwaldkreis Anteil am Naturpark und bilden den Zweckverband Naturpark Nassau.

## Schutzzweck
„Schutzzweck für den gesamten Naturpark ist die Erhaltung der landschaftlichen Eigenart, der Schönheit und des für Langzeit- und Kurzurlaub besonderen Erholungswertes des Lahntales und seiner Seitentäler sowie der rechtsseitigen Rheinhänge und Seitentäler des Rheins zwischen Lahnstein und Kamp-Bornhofen, mit den landschaftlich abwechslungsreichen, begleitenden Höhenzügen und der Montabaurer Höhe“.

## Wandern
Der Naturpark verfügt über etwa 290 km überregionale und 750 km regionale Wanderwege. Gern begangen werden Lahnhöhenweg, Rheinhöhenweg, Limeswanderweg und der Europäische Fernwanderweg E1. Oft finden sich hier Schutzhütten für Wanderer. Diesen stehen insgesamt etwa 150 Wanderparkplätze zur Verfügung.